# Giovanni Ruffino
Giovanni Ruffino (Palermo, 4 maggio 1941) è un linguista, glottologo e dialettologo italiano.È noto per i suoi studi sui dialetti siciliani. Si è concentrato sull'analisi delle varietà linguistiche siciliane, esplorandone l'evoluzione e le caratteristiche.

## Biografia
Dopo i primi anni di docenza presso la scuola media di Urzulei, comune di cui è cittadino onorario, è stato professore ordinario di linguistica italiana nella facoltà di Lettere e Filosofia dell'università di Palermo, in cui ha ricoperto il ruolo di preside tra il 1998 e il 2007.
Ha contribuito alla fondazione del dipartimento di lingua e cultura italiana nell'università Garyounis di Bengasi (2005-2006) e della cattedra di linguistica italiana e dialettologia siciliana nell'università di Rosario (2011-2012), ove gli hanno intitolato il Centro de Estudios Sicilianos.
Ha fondato l'Atlante Linguistico della Sicilia (ALS) del quale dirige la sezione etnodialettale.
Dal 2009 è presidente del Centro di studi filologici e linguistici siciliani, da lui diretto dal 1981. È direttore della collana dei Lessici siciliani, composta da undici volumi.
Ha contribuito alla realizzazione di numerosi articoli per il Lessico etimologico italiano, fin dalla fase iniziale.
È membro dei comitati scientifici della rivista Géolinguistique, della Rivista Italiana di Dialettologia, del Bollettino Linguistico Campano, della rivista LIDI – Lingue e idiomi d'Italia, della Rivista italiana di onomastica, della collana "Teoria e storia delle lingue" e di "STILEDIA. Storia dell'Italiano, Lessicologia, Dialettologia".
Dall'11 settembre 2013 è accademico corrispondente dell'Accademia della Crusca. 
Nel dicembre 2015 gli è stato conferito il titolo di Benemerito dell'Ateneo universitario di Palermo
Dal 20 febbraio 2017 è accademico ordinario dell'Accademia della Crusca.

## Opere
- Avviamento allo studio del dialetto siciliano, Palermo 1978
- Parlare del dialetto. Sette conversazioni radiofoniche sul siciliano, Palermo 1982
- I continuatori di amicitia, amicitas, amicus, amicabilis, amicalis, amicare nella lingua e nei dialetti italiani, Palermo 1983
- Indagine sociolinguistica in Sicilia. Questionario, Centro di studi filologici e linguistici siciliani, Palermo 1984
- Prospettive di lavoro per un atlante linguistico-etnografico della Sicilia, Centro di studi filologici e linguistici siciliani, Palermo 1986
- La Sicilia linguistica oggi, Centro di studi filologici e linguistici siciliani, Palermo 1990
- Atlante linguistico della Sicilia. Sezione "variazionale". Questionario, Palermo 1991
- Dialetto e dialetti di Sicilia, Il Pellicano, Palermo 1991
- Cultura dialettale ed educazione linguistica. Note didattiche, Palermo 1991
- Scuola, dialetto, minoranze linguistiche. L'attività legislativa in Sicilia (1946-1992), Centro di studi filologici e linguistici siciliani, Palermo 1992
- La Sicilia dialettale, Palermo 1997
- Parole e cose milocchesi, Palermo 2000
- Profili linguistici delle regioni. Sicilia, Laterza, Bari 2001